# Blue Mercedes
Blue Mercedes war ein englisches Popduo, bestehend aus David Titlow (Gesang) und Duncan Millar (Keyboard). Ende der 1980er hatten sie einige Dance-Hits.

## Bandgeschichte
Gegründet 1984 in London, hatten Blue Mercedes 1987 mit I Want To Be Your Property ihren größten Hit, der in den Vereinigten Staaten bis auf Platz 66 der Billboard Hot 100 stieg und in den Hot Dance Club Songs Charts sogar die Spitzenposition erreichte. Auch die nachfolgenden Singles See Want Must Have und Love is The Gun schafften den Sprung in die US-Dance-Charts. 1990 ging Blue Mercedes in der Dance-Band Nixon auf.
Anschließend gründete David Titlow die Rockband Heave. Heute ist er ein renommierter Fotograf.
Duncan Millar ist weiterhin als Musiker aktiv.

## Diskografie

### Alben
- 1988: Rich and Famous

### Singles
- 1987: I Want To Be Your Property
- 1988: See Want Must Have
- 1988: Love is The Gun
- 1988: Treehouse
- 1989: That Beauty is You
- 1990: Sweet Temptation (als Nixon)